# Avraham Taviv
Avraham Taviv (hebrejsky אברהם טביב‎, 1889 – 20. dubna 1950) byl sionistický aktivista, izraelský politik a poslanec Knesetu za stranu Mapaj.

## Biografie
Narodil se v Jemenu. Získal náboženské vzdělání, pracoval jako šperkař a opravář zbraní. V roce 1908 přesídlil do dnešního Izraele. Patřil mezi členy první židovské karavany z Jemenu, která dorazila do dnešního Izraele v rámci druhé alije.

## Politická dráha
Angažoval se v organizování jemenitských přistěhovalců. Roku 1923 zakládal Jemenitské sdružení, které pak vedl po zbytek svého života. Zapojil se do činnosti sionistického hnutí ha-Po'el ha-ca'ir. Roku 1918 byl zvolen do samosprávy obce Rišon le-Cijon, podílel se na zřizování jemenitských obytných čtvrtí. V Židovské agentuře zastupoval jemenitský výbor. Účastnil se zakládajícího sjezdu odborové centrály Histadrut. Byl členem parlamentního shromáždění Asifat ha-nivcharim a Židovské národní rady. V roce 1945 vstoupil do strany Mapaj.
V izraelském parlamentu zasedl po volbách v roce 1949, kdy kandidoval za Mapaj. Byl členem parlamentního výboru pro veřejné služby. Zemřel během funkčního období. V Knesetu ho nahradil Jicchak Kanav.